# Fotoionizace

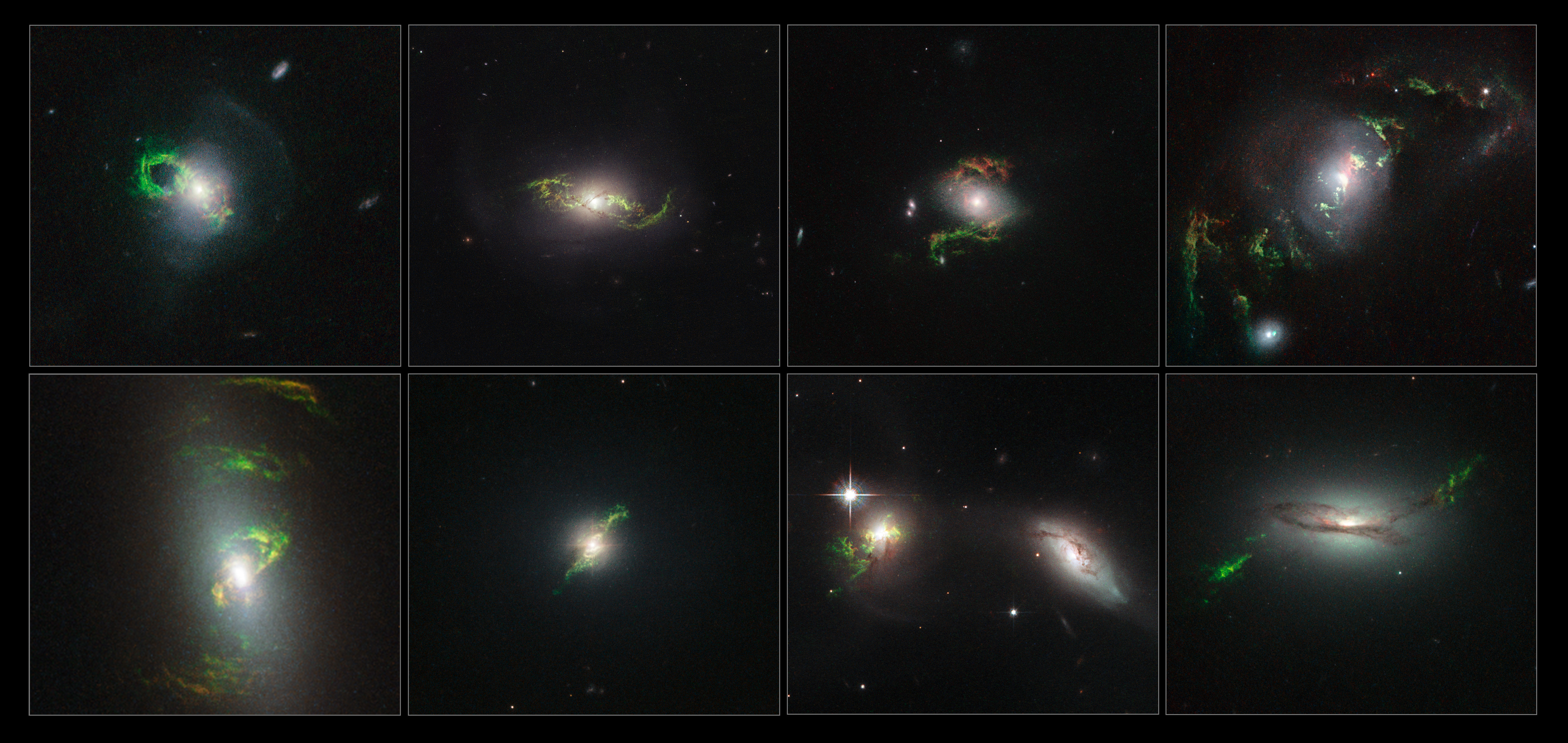
Fotoionizace je proces, který zviditelňuje jinak neviditelná vlákna u objektů hlubokého vesmíru.

Fotoionizace je fyzikální proces, při kterém se vytváří ionty interakcemi fotonů s atomy nebo molekulami.

## Účinný průřez
Ne každá interakce mezi fotonem a atomem či molekulou vede k fotoionizaci. Pravděpodobnost fotoionizace závisí na účinném průřezu pro fotoionizaci určité částice, jež je závislá na energii fotonu (přímo úměrné jeho vlnočtu) a daném atomu nebo molekule. U molekul lze fotoionizační účinný průřez odhadnout z Franckových-Condonových faktorů mezi základním stavem molekuly a vznikajícím iontem. U fotonů s energiemi pod prahem ionizace je účinný průřez téměř roven nule; rozvoj pulsních laserů ovšem umožnil tvorbu velmi silných koherentních paprsků, které mohou způsobovat vícefotonovou ionizaci. Při ještě větších intenzitách (okolo 1015 až 1016 W/cm2 viditelného či infračerveného záření) se objevují jevy jako je například ionizace při snížené bariéře.

## Vícefotonová ionizace
Několik fotonů s energií menší než je práh ionizace může ionizovat atom spojením svých energií. Pravděpodobnost tohoto jevu prudce klesá s počtem potřebných fotonů, byly však vyvinuty pulsní lasery o velkých intenzitách, které jej i v takových případech umožňují. V perturbačním režimu (pod zhruba 1014 W/cm2 při frekvencích viditelného světla) je pravděpodobnost absorbování N fotonů závislá na intenzitě laserového paprsku I podle vzorce IN .
Při vyšších intenzitách tento vzorec přestává platit kvůli Starkově jevu.
Technika nazývaná rezonančně obohacená vícefotonová ionizace (REMPI) se používá ve spektroskopii atomů a malých molekul, přičemž lze k tvorbě meziproduktů v excitovaných použít laditelný laser.
Nadprahová ionizace (ATI) je rozšířením vícefotonové ionizace, při níž je abosrbováno více fotonů, než je k ionizaci atomu potřeba. Přebytečná energie se mění na kinetickou energii elektronů. Uvolněné elektrony mívají energie navýšené o hodnoty blízké celočíselným násobkům energií fotonů.

## Tunelová ionizace
Při dalším navýšení intenzity laseru nebo použití větší vlnové délky než u klasické vícefotonové ionizace lze aplikovat a kvazistacionární přístup a dosáhnout tak narušení atomových potenciálů způsobem, který výrazně snižuje a zužuje bariéru mezi vázaným stavem a spojitými stavy. Elektron se následně může tuto bariérou protunelovat a v případě většího narušení ji dokonce překonat. Tyto jevy se nazývají tunelová ionizace a nadbariérová ionizace.